# Paulo Konder Bornhausen
Paulo Konder Bornhausen (Rio de Janeiro, 6 de setembro de 1929 – Florianópolis, 22 de março de 2024) foi um advogado e político brasileiro.

## Vida
Filho de Irineu Bornhausen e de Maria Konder Bornhausen. e irmão de Jorge Bornhausen
Bacharel em direito pela Pontifícia Universidade Católica do Rio de Janeiro.
Foi deputado à Assembleia Legislativa de Santa Catarina na 3ª legislatura (1955 — 1959), eleito pela União Democrática Nacional (UDN).
Foi presidente da Assembleia em 1956.
Faleceu em Florianopolis em 22 de março de 2024 vitima de falência múltipla de órgãos. 